# Abraham Matthijs
Abraham Matthijs noto anche come Abraham Matthys, Abraham Mathysz, Abraham Matthysens, Abraham Matthysz e Abraham Mattys (Anversa, 1581 – Anversa, 2 settembre 1649) è stato un pittore fiammingo e collezionista d'arte attivo ad Anversa e in Italia.

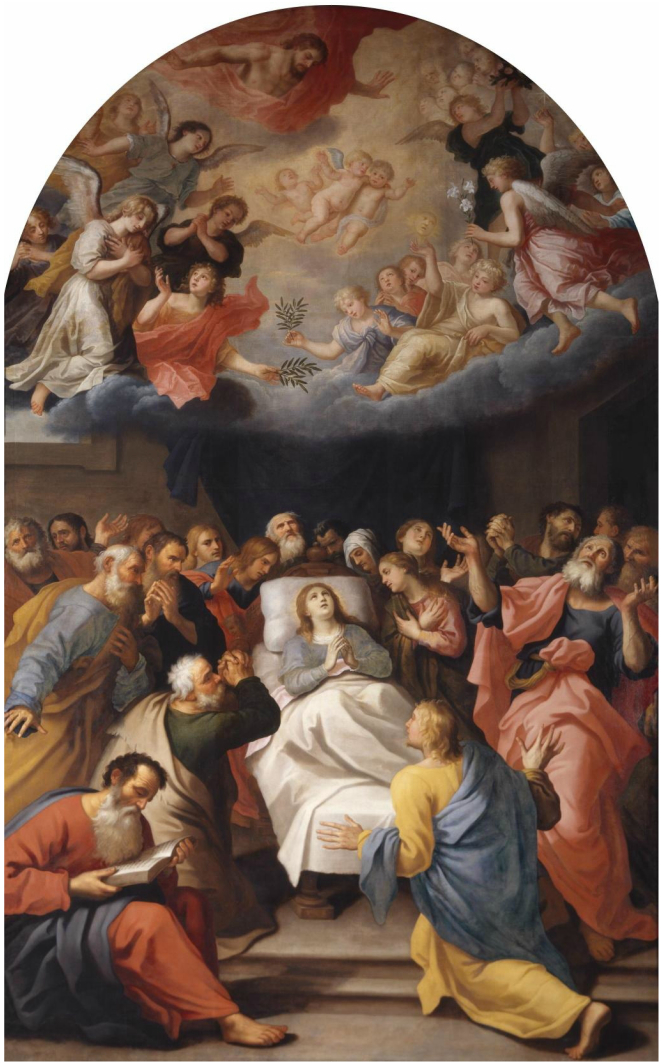
La morte di Maria

É noto per le composizioni religiose, scene marine e ritratti.

## Biografia
Era figlio del pescivendolo Hendrik Matthijs e di Margaretha van Roubergen. I suoi genitori erano relativamente benestanti poiché possedevano la loro abitazione sul Vismarkt. All'età di dieci anni Abraham fu registrato ad Anversa nella Corporazione di San Luca come allievo di Tobias Verhaecht, un paesaggista che era stato il primo insegnante di Rubens.
 Abraham lasciò Anversa per recarsi in Italia nel 1603 ma poco si conosce sulla sua permanenza. Ritornò ad Anversa nel 1619.
Nel 1619 divenne maestro nella Corporazione di San Luca ad Anversa ed ebbe come allievo Fransoeis Cosyn. Poco dopo lasciò Anversa e rimase assente dal 1619 fino alla fine del 1623. Dal 1633 al 1644 ricevette un allievo quasi annualmente. Rimase scapolo per tutta la sua vita e divenne un membro del Terzo ordine regolare di San Francesco. Ebbe un ruolo attivo nel Sodaliteit der Jongmans van den Zoeten Naem Jesus, una fraternità di scapoli creata nella chiesa domenicana di Anversa.  Nel 1632 e nel 1637 fu prefetto della Sodaliteit.
Matthijs ebbe successo commerciale, comprò la sua casa e divenne un avido collezionista d'arte. La sua collezione comprendeva 340 dipinti e numerosi disegni e sculture. Le opere includevano originali e copie di maestri italiani, paesaggi e un ritratto di Paul Bril, due ritratti di santi di Antoon van Dyck e due ritratti e un autoritratto di Rubens dipinto durante la giovinezza, andato perduto.

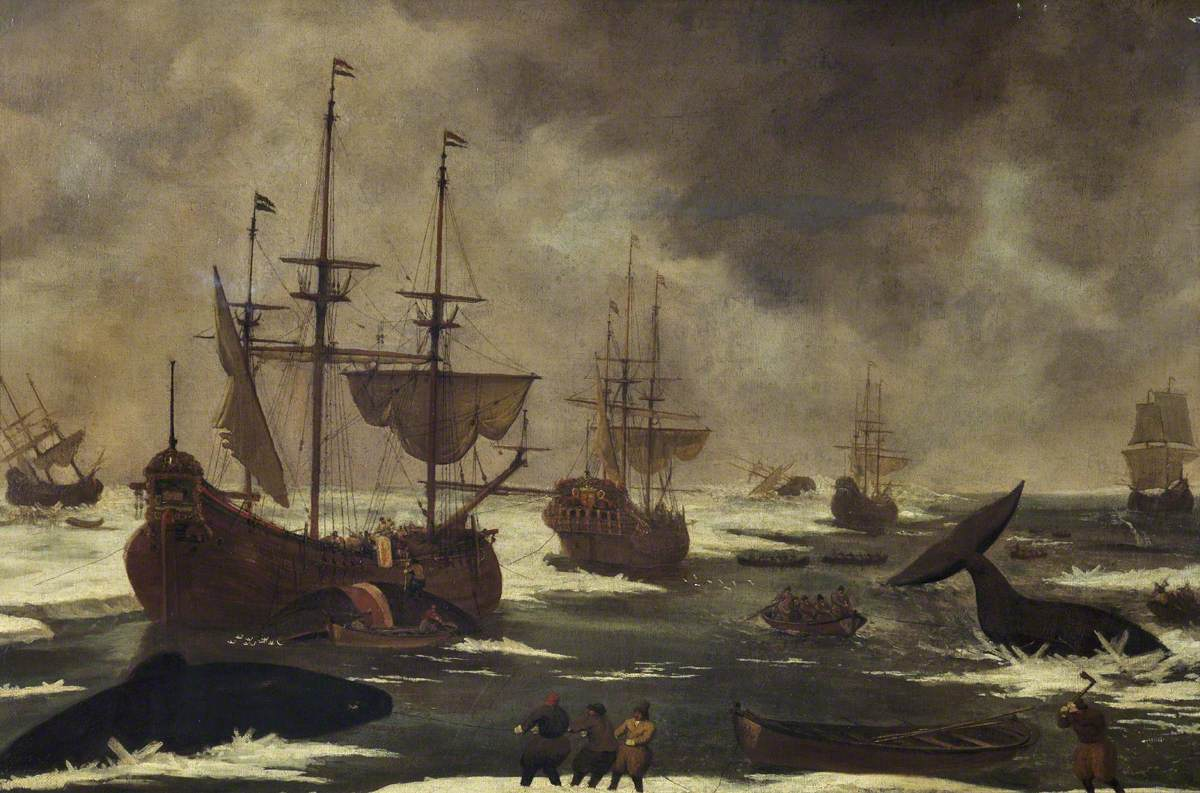
Basleniere nel ghiaccio

Matthys era afflitto da una debole costituzione e il 17 e 19 settembre 1638 era così malato che redasse un testamento. Non morì allora, ma più di 10 anni dopo, il 2 settembre 1649. Prima di morire aveva preso accordi per essere sepolto nell'abitudine dei francescani nella chiesa dell'ordine. Aveva anche iniziato a dipingere un quadro da mettere sulla sua tomba nella chiesa che rimase incompiuto.

## Opere
Abraham Matthijs è noto per i suoi dipinti a soggetto religioso, ritratti e scene marine. Poche delle sue opere sono però giunte fino a noi. Una di queste è Morte di Maria (1633, Cattedrale di Anversa). Questo lavoro mostra che l'artista era ancora immerso nello stile della generazione di pittori che precede le innovazioni barocche introdotte ad Anversa da Rubens. La tavolozza di Matthijs in questo lavoro era muta e squilibrata. Anche le figure nella composizione non sono ben organizzate. Dipinse anche un'Assunzione di Maria per un monastero locale.
Successivamente dipinse un ritratto del pittore di marine Bonaventura Peeters il Vecchio, esposto nella chiesa di Nostra Signora di Hoboken, sobborgo di Anversa, dove è tumulato.
Abraham Matthijs dipinse Baleniere nel ghiaccio (National Maritime Museum Greenwich, Londra). Mostra una flotta di baleniere al lavoro con alcune balene che si dibattono mentre vengono trascinate a riva.